# 洛达里什
洛达里什是葡萄牙波尔图区的一个堂区。总面积3.58平方公里，总人口1737人，人口密度485.2人/平方公里。